# Makkay János
Makkay János (Vésztő, 1933. augusztus 30. – 2023. május 17.) magyar régész, címzetes egyetemi tanár. 

## Életpályája
Szülei tanárok voltak. 1952–1956 között az Eötvös Loránd Tudományegyetem Bölcsészettudományi Karának hallgatója volt. 1963-ban szerzett egyetemi doktori címet, 1981-tól a művészettörténeti tudományok kandidátusa, 1985-től a történettudományok doktora.
1956–1973 között a debreceni Déri Múzeumban, a nyíregyházi Jósa András Múzeumban és a székesfehérvári Szent István Király Múzeumban régész volt. 1973-tól a Magyar Tudományos Akadémia Régészeti Intézetének tudományos munkatársa és tudományos tanácsadója volt. 1993-ban nyugállományba vonult. 
2001-től a Pécsi Tudományegyetem Régészeti Tanszékén oktató, 2008-tól címzetes egyetemi tanár.
Elsősorban az őskor régészetével foglalkozott, újabban azonban magyar ősrégészettel kapcsolatban is jelentek meg munkái.

## Magánélete
Felesége Tulok Magdolna régész.

## Főbb művei
- 1963 Adatok a péceli (badeni) kultúra népe vallásos elképzeléseihez. Arch. Ért. 90, 3-16.
- 1977 Die Linienbandkeramik der Grossen Ungarischen Tiefebene. Studia Archaeologica 7. (Kalicz Nándorral)
- 1978 A Szegvár-tűzkövesi újkőkori férfiszobor és a "Föld és ég elválasztásának" ősi mítosza. Arch. Ért 103/2, 164-182.
- 1982 A magyarországi neolitikum kutatásának új eredményei (Budapest)
- 1984 Early stamp seals in South-east Europe, Akadémiai Kiadó, Budapest.
- 1985 A tiszaszőlősi kincs (Budapest)
- 1987 Vésztő–Mágor. A settlement of the Tisza culture. In: Tálas László (szerk.): The Late Neolithic of the Tisza region. Szolnok, 85-103. (tsz. Hegedűs Katalin)
- 1989 A tartariai leletek
- 1989 The Tiszaszőlős treasure. Studia Archaeologica 10. Akadémiai Kiadó, Budapest.
- 1991 Az indoeurópai népek őstörténete. Gondolat, Budapest.
- 1992 Excavations at the Körös culture settlement of Endrőd – Öregszőlők 119 in 1986-1989. A preliminary report. In: Cultural and landscape changes in South–East Hungary, I. Reports on the Gyomaendrőd Project. Budapest, 121-193.
- 1993 A magyarság keltezése, Jász-Nagykun-Szolnok Megyei Múzeumok Igazgatósága, Szolnok, ISBN 963722551X
- 1995 Attila kardja, Árpád kardja
- 1996 Tractata. Avarus, hringus, Salanus
- 1996 Indul a magyar Attila földjére (Budapest) ISBN 9635523297
- 1997 Egy magyar amatőr véleménye az urali finnugorság származásáról
- 1997 Két öreg múzeumbarátom
- 1997 Előítéletek nélkül a jászokról
- 1997 Hogyan lettek a blakokból románok
- 1997 Censebant Christianos ex Iudaeis extitisse
- 1997 "A tempore regis Atile conservata"
- 1998 Hogyan kell történelmet írni?
- 1998 Az indoeurópai nyelvű népek őstörténete
- 2004 Angyol-magyar/Magyar-angol régészeti kifezeések szótára (Tulok Magdával)
- 2005 A székelyek
- 2005 Türkmagyarok – Turcohungarica. Bevezetés a történelmi tévtan tételeibe (Budapest)
- 2005 Ein Gründungsopfer der Tiszapolgár-Kultur von Vésztő-Mágor. In: Victor Spinei et al. (ed.): Scripta Praehistorica. Miscellanea in honorem nonagenarii magistri Mircea Petrescu-Dîmboviţa oblata. Honoraria 1. Iaşi, 201-215.
- 2006 Német-magyar/Magyar-német régészeti kifejezések szótára (Tulok Magdával)
- 2007 The excavations of the Early Neolithic sites of the Körös culture in the Körös valley, Hungary: the final report I. The excavations: stratigraphy, structures and graves. Trieste. (tsz. M. Kaczanowska, J. K. Kozłowski, T. Paluch, I. Pap, I. Vörös)
- 2008 The excavations of Early Neolithic sites of the Körös culture in the Körös valley, Hungary: the final report II: The pottery assemblages, III: The small finds: figurines, reliefs, face vessels, handled cups, altars, loomweights, netweights, and other small finds. Budapest. (tsz. Elisabetta Starnini)
- 2009 Az Árpádok szent kürtjei és a meótiszi kürtünnep; szerzői, Budapest. (Tractata minuscula)
- 2009 Indul a magyar Attila földjére; 2. átdolgozott, bővített kiadás; szerzői, Budapest, világhálós változat
- 2009 Nagy Theoderik utolsó útja a Csodaszarvas nyomában; szerzői, Budapest (Tractata minuscula)
- 2009 Olasz – magyar és magyar – olasz régészeti kifejezések szótára; összeállította: Tulok Magda, Makkay János; Enciklopédia, Budapest
- 2009 Öntsünk tiszta vizet kagánok-Árpádok ivókürtjébe, óbort László király ezüst csészéjébe!; szerzői, Budapest (Tractata minuscula)
- 2009 Siculica Hungarica. A székelyek az ősidők kezdeteitől magyarok. A kérdés Nagy Gézától László Gyuláig; szerzői, Budapest (Tractata minuscula)
- 2009 Szvatopluk kivolta, hatalma, halála; szerzői, Budapest (Tractata minuscula)
- 2010 Árpád fejedelem sírjának keresgélése-kutatása feleslegesen Deutsch-Altenburgban, sohasem komolyan Óbudán; szerzői, Budapest (Tractata minuscula)
- 2010 Árpád-házi Imre herceg rejtélyes halála; szerzői, Budapest (Tractata minuscula)
- 2010 Az Árpádok szent kelyhe és szent csészéje; szerzői, Budapest (Tractata minuscula)
- 2010 Marosvártól Őscsanádig. Nevek és helyek összefüggései Anonymusnál. A regnum Szent István király szerint; szerzői, Budapest (Tractata minuscula)
- 2011 György apród arany nyakperece Borisz fejedelem kijevi udvarában; szerzői, Budapest (Tractata minuscula)
- 2011 Kis magyar Anonymus. Félresikerült tolmácsolások; szerzői, Budapest (Tractata minuscula)
- 2011 A vérszerződéstől a szeri országgyűlésen át a Szent Koronáig; szerzői, Budapest (Tractata minuscula)
- 2012 Vésztő-Mágor. Ásatás a szülőföldön; Békés Megyei Múzeumok Igazgatósága, Békéscsaba
- 2014 Ásatás az alföldi vonaldíszes kerámia lelőhelyein Szarvason és Gyomán. Minótaurosz avagy kentaurosz? Appendix: fosszilis fából készült tárgyak a Körös kultúrában; szerzői, Budapest.
- 2016 Az Árpád-kor magyar személynevei; szerzői, Budapest (Tractata minuscula)

## Kitüntetések, köszöntések
- ÁRPÁD-PAJZS DÍJ "2007-ben Árpád-pajzs díjat hozott létre a Szörényi Levente által alapított Holdvilág-árok Alapítvány a pozsonyi csata és Árpád fejedelem halálának 1100. évfordulója alkalmából. A díjat a kuratórium azoknak ítéli, akik munkásságukkal és életvitelükkel, nemzetünkhöz való fennhéjázás nélküli ragaszkodásukkal arra érdemessé váltak." 2007. július 8-án elsők között heten kapták meg, köztük Makkay János.[4]
- Tanítványok, munkatársak, barátok tisztelgő kötete Makkay János születésnapjára: Fekete Mária (szerk.)„...eleitől fogva.” Régész • tanár • ember. A 75 éves Makkay János köszöntése. SPECIMINA NOVA Suppl. 11/Vivarium Fontium, Tom. 6. Pécs 2011.[5]

## Díjai
- Kuzsinszky Bálint-emlékérem (1976)
- Révay József-díj (1985)
- Rómer Flóris-emlékérem (1989)